# 達奚長儒
達奚長儒（?—约588年），表字富仁，北周、隋朝将领，鲜卑族达奚氏。出自代北虏姓。

## 生平
达奚长儒是北魏使持节、镇东大将军、凉泾二雍秦五州刺史、东莱简公达奚俟之孙，西魏使持节、开府仪同三司、二雍二华灵五州刺史、乐安肃公达奚庆之子。15岁嗣爵乐安公。西魏大統年間，初任奉車都尉。宇文泰召他为亲信，任子都督。因功历任假輔国将軍，使持節、撫軍将軍、通直散騎常侍。平蜀之战，为先鋒，攻城野战必胜。任車騎大将軍、儀同三司。北周天和年間，任渭南郡守，转任驃騎大将軍、開府儀同三司。建德年间，从周武帝平定北齐，转任上開府，進爵成安郡公，一子別封县公。578年，任左前軍勇猛中大夫。後和烏丸軌在呂梁包围南陳将軍吴明彻，南陳劉景率七千人来援，長儒迎撃。击败劉景，俘虏数千人。吴明彻被俘，因功进大将軍。
580年，楊堅任丞相，王謙在蜀起兵，沙州氐楊永安煽动利州、興州、武州、文州、沙州、龍州，响应王謙。長儒受命討楊永安，获胜。王謙二子逃出長安投靠王謙，長儒捕斬二人。581年，隋朝建国，進位上大将軍，封蘄春郡公。
582年，突厥沙鉢略可汗与弟葉護、潘那可汗率兵十数万南進，長儒为行軍总管，率兵二千迎击。在周槃遭遇突厥軍，转战三日，兵士武器用尽，都以拳殴敵，手都露出了骨头。激战后，突厥失败。突厥軍死傷者数万，士气低下于是撤退。長儒身上負傷五处，貫通伤二处。長儒軍死傷者十有七八。文帝楊堅赞赏長儒奮战，賜上柱国位，战死将士赠官三转，子孫嗣位。
同年，任寧州刺史，转任鄜州刺史，因母喪去职。服丧中五日不喝水，哀哭憔悴越礼，文帝感嘆。再起为夏州总管、三州六鎮都将事，北方民族忌惮長儒，不敢侵境。因病免官。任襄州总管，在职二年，转任蘭州总管。文帝派涼州总管独孤羅、原州总管元褒、灵州总管賀若誼防备突厥，都受長儒節度。長儒率兵進入祁連山北，西至蒲類海，没有遭遇突厥軍而归還。转任荊州总管、三十六州諸軍事，委为江陵守。一年後，在官任上去世。谥号威。子達奚暠，大業年間任太僕少卿。

## 延伸阅读
[在维基数据编辑]
 《北史·卷073》，出自李延壽《北史》
 《隋書·卷53》，出自魏徵《隋书》